# Mário Martins
Mário Conceição Martins (Celorico de Basto, 26 de novembro de 1934 – Lisboa, 14 de agosto de 2025) foi um produtor português. Também foi A&R em várias editoras.

## Biografia
Oriundo de Celorico de Basto, no Norte do país, onde se encontra sepultado, tirou o curso comercial na Escola Veiga Beirão onde chegou a ser aluno de Sebastião da Gama.
Após a morte de Pozal Domingues, em 1966, é convidado por João Belchior Viegas para a editora Valentim de Carvalho onde se tornou responsável por boa parte da produção nacional da editora e onde trabalhou durante muitos anos. Inicialmente também se dedicava à produção internacional.
Lançou Nuno Nazareth Fernandes enquanto autor de "O Vento Mudou". Em 1967 conheceu Amália quando foi lançado um disco com uma versão de "L'important c'est la rose" de Gilbert Bécaud. A editora vence o Festival RTP da Canção de 1969 com "Desfolhada" de Simone de Oliveira. 
Foi importante no lançamento de "Vinte Anos" dos Green Windows ou na gravação de Milva do tema "La Filanda" de Alberto Janes do repertório amaliano. Entre os sucessos que passaram por ele encontra-se o tema "Somos Livres" de Ermelinda Duarte. Foi também responsável pelo relançamento da carreira de Hermínia Silva.
Teve como assistentes nomes como Pedro Albergaria e António Sérgio. Mário Martins descobriu nomes como Marco Paulo, Paco Bandeira, António Variações (é conhecido que pretendia orientá-lo para um estilo mais popular), Lara Li, Carlos Paião, José da Câmara ou José Alberto Reis. 
Foi dele a ideia do álbum "O Nazareno" de Frei Hermano da Câmara, que considerou a sua mais complexa produção. 
Produziu discos de Luís Goes, Fafá de Belém, Nuno da Câmara Pereira, Carlos Paião, Paco Bandeira, José Cid, Júlio Pereira, Jorge Palma, Grupo de Cantares de Manhouce, Alexandra, José da Câmara, Maria Teresa de Noronha e Lucília do Carmo.
Era ele que escolhia os sucessos gravados por Marco Paulo. Depois da morte de António José passou a ser ele quem fazia as versões.
Colabora com Teresa Guilherme para dar a opinião sobre algumas gravações que tinha recebido e depois é convidado por José Nuno Martins para fazer um programa de televisão. Na TVI foi o autor e apresentador do programa "Fado Fadinho", a partir de fevereiro de 1993, filmado nos estúdios da Valentim de Carvalho e com que recebeu um prémio Bordalo. Faz um programa de rádio na RDP a convite de José La Féria.
Mudou-se da editora Valentim de Carvalho para a Movieplay onde se tornou coordenador da série de reedições "O Melhor dos Melhores" iniciada em abril de 1994. Em declarações ao jornal Público (1994) disse que por ser "produtor ao serviço de uma editora tinha de pensar obviamente no gosto do público a quem os discos são dirigidos".